# استان کویا
استان کویا (به لاتین: Coyah Prefecture) یک منطقهٔ مسکونی در گینه است که در ناحیه کیندیا واقع شده‌است. استان کویا ۱٬۲۷۵ کیلومتر مربع مساحت و ۲۶۳٬۸۶۱ نفر جمعیت دارد.